# كورين دياكري
كورين دياكري (بالفرنسية: Corinne Diacre) (4 أغسطس 1974 في فرنسا - ) هي مدربة كرة قدم ولاعبة كرة قدم فرنسية لعبت في مركز الدفاع. شاركت مع منتخب فرنسا لكرة قدم السيدات. أما مع النوادي، فقد لعبت مع نادي كليرمونت 63 وASJ Soyaux-Charente ‏.

## روابط خارجية
- كورين دياسر على موقع الاتحاد الدولي (مؤرشف)  (الإنجليزية)
- كورين دياسر على موقع قاعدة بيانات كرة القدم.إي يو (الإنجليزية)
- كورين دياسر على موقع Soccerway.com (الإنجليزية)